# Fighting with the stars
Fighting with the Stars is een programma dat door SBS6 is uitgezonden op 12 mei 2007 en werd gepresenteerd door Hans Kraay jr.

## Format
In Fighting with the Stars gingen oud-topvoetballers John de Wolf en Tscheu La Ling in drie rondes het gevecht met elkaar aan. De Wolf werd in de eerste ronde knock-out geslagen door La Ling.Ook DJ Paul Elstak trok zijn bokshandschoenen aan om in de ring aan te treden tegen oud-Big Brother deelnemer Ruud Benard. De DJ sloot de partij winnend af. Er werd gevochten volgens de regels van het Muay Thai.
Deze gevechten waren onderdeel van een groot Thaiboksgala in het Topsportcentrum in Rotterdam.